# 小説 野性時代
『小説 野性時代』（しょうせつやせいじだい、Shosetsu Yasei Jidai）は、KADOKAWA（角川書店ブランド）が発行・編集するエンターテインメント小説誌。

## 概要
旧誌名は『野性時代』で、1974年から1996年4月号まで20余年にわたって刊行された旧『野性時代』（B5判）と、2003年11月12日に新創刊された新『野性時代』（A5判）とがある。2011年1月号より現在の『小説 野性時代』に誌名を変えた。なお、『野性時代』が刊行されていなかった期間には、角川書店の月刊の文芸誌としては『KADOKAWAミステリ』（1999年11月号 - 2003年5月号）が刊行されていた。2013年10月までは、KADOKAWAの角川書店ブランドカンパニーが発行していた。現在は、ブランドカンパニーが廃止され、角川書店はKADOKAWAのブランドになっているため、一括してKADOKAWA（旧角川書店、現角川書店ブランド）が発行・編集している。
近年は桜庭一樹や有川浩、乙一、米澤穂信、冲方丁らライトノベル作家の起用が多く、桜庭一樹『少女七竈と七人の可愛そうな大人』や冲方丁『天地明察』など一般文芸での活躍の足がかりとなった作品を発表している。関連する新人文学賞に、カドカワエンタテインメントNext賞（2002年 - 2003年）、野性時代青春文学大賞（2005年 - 2008年）、野性時代フロンティア文学賞（2009年 - 2019年）、小説野性時代新人賞（2020年 - ）がある。

## 年譜
- 1974年 - 創刊号発売　執筆陣は松本清張、安岡章太郎、星新一、半村良など
- 1977年 - 池田満寿夫『エーゲ海に捧ぐ』が第77回芥川龍之介賞受賞
- 1978年 - 有明夏夫『大浪花諸人往来』が第80回直木三十五賞受賞
- 1981年 - つかこうへい『蒲田行進曲』が第86回直木三十五賞受賞
- 1982年 - 村松友視『時代屋の女房』が第87回直木三十五賞受賞
- 1988年 - 景山民夫『遠い海から来たCOO』が第99回直木三十五賞受賞
- 1996年 - 休刊
- 2003年 - 新創刊
- 2011年 - 『小説 野性時代』へ誌名変更

## 旧『野性時代』
創刊当時はB5判という大きな判型が話題を呼んだ。1970年代後半から1980年代にかけて角川映画と連携したメディアミックス路線を取り、『人間の証明』『野性の証明』『悪霊島』『病院坂の首縊りの家』『晴れ、ときどき殺人』『早春物語』『キャバレー』『メイン・テーマ』『幻魔大戦』などの作品を送り出した。『コンプティーク』でリプレイが連載されていた『ロードス島戦記』（水野良）の小説版も連載されたことがある。

## 新創刊『野性時代』

### 特集内容
作家を特集した号を示す、2005年まではテーマ別の特集が多かった。2011年の誌名変更後は再びテーマ別の特集となった。
2006年
- 2号 東野圭吾のすべて
- 4号 森絵都のすべて
- 5号 吉田修一の新世界
- 7号 小川洋子の秘密 〜記憶の玉手箱
- 8号 綾辻行人 青の時代 〜青春の痛みと謎と、恐怖〜
- 11号 中山可穂 モーツァルト発ピアソラ行き夜行列車より

2007年
- 1号 有川浩戦争、勃発!!
- 2号 桜庭一樹 愛と煩悩のワンダフルワールド
- 4号 森見登美彦の歩き方
- 9号 金原ひとみ7つの顔
- 12号 島本理生の恋と文学

2008年
- 7号 ぼくたちの米澤穂信
- 9号 池上永一が来た!!
- 10号 大島弓子とグーグーのたおやかな日々
- 12号 中村航 恋と男子と8ビート

2009年
- 1号 海堂尊 解体新書
- 3号 道尾秀介に気をつけろ!
- 5号 万城目学のウソ力
- 6号 西加奈子について
- 8号 鏡のなかの辻村深月
- 10号 柳広司「ジョーカー・ゲーム」の世界
- 12号 本多孝好 闇に射し込む光

2010年
- 3号 石田衣良 希望と現実の狭間で
- 4号 三崎亜記の異界探訪
- 7号 竹とペンギンと森見登美彦
- 10号 冲方丁 「作家宣言」
- 11号 伊坂幸太郎の頭の中

## 連載作品

### 現在連載中の作品
- 赤川次郎 『天使と悪魔シリーズ』『鼠シリーズ』
- 伊岡瞬 『仮面』
- 恩田陸 『ドミノⅡ』
- 梶ようこ 『吾妻おもかげ』
- 桐野夏生 『インドラネット』
- 坂木司『ホテルジューシー2』
- 桜庭一樹 『敗戦国のじきる』
- 下村敦史 『コープス・ハント』
- 辻村深月 『闇祓』
- 長浦京 『ルーザーズ1997』
- 深町秋生 『煉獄の獅子たち』
- 本城雅人 『流浪の大地』
- 森村誠一 『深海の童話』
- 諸田玲子 『女だてら』
- 柚月裕子 『凶犬の眼』

### 過去の主な連載作品
- 赤川次郎 『鼠シリーズ』『ドラキュラ城の舞踏会』『卒業式は真夜中に』
- 阿川佐和子 『正義のセ』
- 朝井リョウ 『星やどりの声』
- 我孫子武丸 『人形はこたつで推理する』
- 綾辻行人 『Another』『Another 2001』
- 有川浩 『クジラの彼』『ラブコメ今昔』
- 池上永一 『テンペスト』『トロイメライ』『黙示録』『ヒストリア』
- 池澤夏樹 『キップをなくして』
- 池永陽 『用心棒日暮し剣』
- 石田衣良 『美丘』『再生』『マタニティ・グレイ』
- 石持浅海 『見えない復讐』
- 伊集院静 『ツキコの月』
- 井上荒野 『あなたの獣』『結婚』
- 乾ルカ 『てふてふ荘へようこそ』
- 宇江佐真理 『三日月が円くなるまで 小十郎始末記』『通りゃんせ』
- 歌野晶午 『女王様と私』
- 冲方丁 『天地明察』『光圀伝』
- 江國香織 『はだかんぼうたち』
- 大崎善生 『存在という名のダンス』
- 大沢在昌 『カルテット』
- 荻原浩『金魚姫』
- 奥田英朗 『オリンピックの身代金』
- 小川洋子 『夜明けの縁をさ迷う人々』
- 海堂尊 『モルフェウスの領域』『輝天炎上』
- 垣根涼介 『光秀の定理』
- 角田光代 『薄闇シルエット』
- 神永学 『確率捜査官御子柴岳人』
- 神崎京介 『不幸体質』
- 木下半太 『ナナブンノイチ』
- 桐野夏生 『緑の毒』
- 熊谷達也 『群青に沈め』『翼に息吹を』『微睡みの海』
- 黒川博行 『悪果』『凍影』
- 小池真理子 『青山娼館』『二重生活』
- 小手鞠るい 『永遠』
- 西原理恵子 『ぼくの わたしの まえのこと。』
- 坂木司『大きな音が聞こえるか』
- 桜庭一樹 『少女七竈と七人の可愛そうな大人』『無花果とムーン』
- 柴田哲孝 『GEQ』
- 篠田節子 『インドクリスタル』
- 島本理生 『クローバー』『波打ち際の蛍』『オクターヴを駆け抜けて』
- 高橋克彦 『ドールズ 月下天使』『ドールズ 夜の誘い』
- 辻村深月 『本日は大安なり』
- 恒川光太郎 『スタープレイヤー』
- 中山七里 『ハーメルンの誘拐魔』
- 初野晴 『退出ゲーム』『初恋ソムリエ』『空想オルガン』
- 東野圭吾 『夜明けの街で』『ナミヤ雑貨店の奇蹟』
- 平井和正 『幻魔大戦』
- 万城目学 『ホルモー六景』
- 三崎亜記 『コロヨシ!!』
- 三田誠広 『日常』
- 道尾秀介 『球体の蛇』
- 湊かなえ 『高校入試』
- 森博嗣 『どきどきフェノメノン』
- 森見登美彦 『夜は短し歩けよ乙女』
- 柳広司 『ジョーカー・ゲーム』『ダブル・ジョーカー』『パラダイス・ロスト』
- 柳美里 『雨と夢のあとに』
- 柚月裕子 『孤狼の血』『凶犬の眼』
- 吉田修一 『女たちは二度遊ぶ』
- 米澤穂信 『遠まわりする雛』『ふたりの距離の概算』